# Державний кордон Коста-Рики

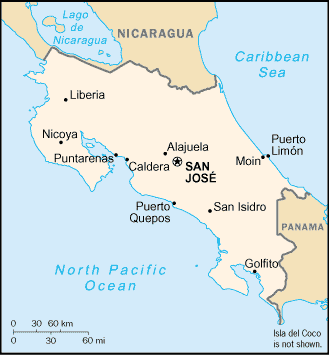
Карта Коста-Рики

Державний кордон Коста-Рики — державний кордон, лінія на поверхні Землі та вертикальна поверхня, що проходить по цій лінії, що визначають межі державного суверенітету Коста-Рики над власними територією, водами, природними ресурсами в них і повітряним простором над ними.

## Сухопутний кордон
Загальна довжина кордону — 661 км. Коста-Рика межує з 2 державами. Уся територія країни суцільна, тобто анклавів чи ексклавів не існує. 
Ділянки державного кордону
| Держава   | Ділянка        | Довжина (км) | Прикордонні регіони | Примітки |
| --------- | -------------- | ------------ | ------------------- | -------- |
| Нікарагуа | північ         | 313          |                     |          |
| Панама    | південний схід | 348          |                     |          |

## Морські кордони
Коста-Рика на заході омивається водами Тихого океану, на сході — Карибського моря Атлантичного океану. Загальна довжина морського узбережжя 1290 км. Згідно з Конвенцією Організації Об'єднаних Націй з морського права (UNCLOS) 1982 року, протяжність територіальних вод країни встановлено в 12 морських миль (22,2 км). Виключна економічна зона встановлена на відстань 200 морських миль (370,4 км) від узбережжя. Континентальний шельф — 200 морських миль (370,4 км) від узбережжя.

Морські кордони Коста-Рики